# FC Blackpool
Der FC Blackpool (offiziell: Blackpool Football Club) – auch bekannt als The Seasiders (etwa: Die Jungs von der Küste) – ist ein englischer Fußballverein aus der in der Grafschaft Lancashire gelegenen Nordwestküstenstadt Blackpool. Nach dem Abstieg aus der EFL Championship 2022/23 spielt der Club in der Saison EFL League One 2023/24 in der drittklassigen EFL League One. Das Stadion an der Bloomfield Road befindet sich im Zentrum von Blackpool. Der Verein besitzt mehrere Spitznamen, darunter mit „(The) 'Pool“ und „The Seasiders“ die bekanntesten. Des Weiteren wird die Mannschaft nach der orangefarbenen Heimspielkleidung „The Tangerines“ (Die Mandarinen) genannt. Eine besonders große Rivalität pflegt der Klub zu Preston North End.
Der größte Erfolg des Vereins war der Gewinn des FA Cups im Jahr 1953 (im sogenannten „Matthews-Finale“), als die Bolton Wanderers noch mit 4:3 besiegt werden konnten, nachdem die Mannschaft kurz vor Ende des Spiels noch mit 1:3 zurückgelegen hatte. Drei Jahre später wurde der FC Blackpool, der in der unmittelbaren Nachkriegszeit mehrfach um den englischen Titel spielte, englischer Vizemeister und absolvierte in sechs Jahren drei Spiele im Wembley-Stadion. Dabei stellte der Verein eine Reihe von Akteuren vor allem für die englische Nationalmannschaft, wobei 1953 alleine vier Blackpool-Spieler in der Auswahl Englands gegen Ungarn standen – der Daily Mirror erklärte dazu im Vorfeld, dass „der FC Blackpool heute gegen Ungarn spiele“. Dieser Umstand sollte jedoch angesichts der spektakulären 3:6-Niederlage Englands in den Hintergrund gedrängt werden. Der zum Team gehörende Stanley Matthews wurde 1948 der erste Fußballer des Jahres in England und 1953 im Alter von 38 Jahren zum ersten Fußballer des Jahres Europas gewählt. Er zählt bis heute als einer der besten englischen Fußballer überhaupt.
Nach dem Abstieg aus der ersten Liga in der Saison 1970/71 erfuhr der Verein einen kontinuierlichen Niedergang, der nur zehn Jahre später bis in die viertklassige Fourth Division führte. Dabei konnte sogar in der Saison 1982/83 als Viertletzter der erstmalige Abschied aus der Football League in die Alliance Premier League (heute: National League) nur dadurch knapp verhindert werden, dass der Ligaverband der erneuten Wiederaufnahme des Vereins („Re-election“) zustimmte. Erst 2010 kehrte der FC Blackpool nach 39 Jahren in die erste Liga Premier League 2010/11 zurück. Es folgte jedoch der direkte Wiederabstieg.

## Geschichte

### Die ersten Jahre (1887–1896)
Der „Blackpool Football Club“ entstand am 26. Juli 1887 und setzte sich aus einem abgewanderten Teil des heimischen Vereins „St. John’s Football Club“ zusammen. Eine in den 1990er-Jahren erschienene geschichtliche Aufarbeitung der Blackburn Rovers weist auf ein Spiel im Dezember 1880 gegen „Blackpool“ hin, wobei jedoch unklar ist, ob damit tatsächlich der heute als FC Blackpool bekannte Verein gemeint ist. Die St.-John’s-Mannschaft hatte jedenfalls bereits zuvor seit mindestens einem Jahrzehnt bestanden und war seinerseits eine Neuschöpfung des zuvor aufgelösten „Victoria Club“. Dem Gründungsprozess des FC Blackpool ging die Initiative von fünf St.-John-Mitgliedern – namentlich Revd. N.S. Jeffrey, Sam Bancroft, Dick Swanbrick, Dick Worthington und W.J. Brown – voraus, die der Meinung waren, dass die Stadt Blackpool einen Fußballverein benötigte, der ihren Namen trägt. Als keine Übereinkunft mit den restlichen Vereinsmitgliedern getroffen werden konnte, verließen die Männer das zu diesem Zweck einberufene Treffen und gründeten im nahegelegenen Stanley Arms Hotel in eigener Regie den Blackpool Football Club. Die verbliebenen Spieler von St. John’s liefen schließlich zu diesem neuen Verein über und sorgten damit für das schnelle Ende ihres ehemaligen Klubs. Das erste Pflichtspiel absolvierte der neue FC Blackpool beim FC Chorley, das mit 2:1 gewonnen werden konnte.
Bereits in der ersten Saison gewann der FC Blackpool mit dem Gewinn des Fylde Cups und des Lancashire Junior Cups seine ersten Trophäen und erwirtschaftete dabei sogar einen Profit in Höhe von 20 Pfund – insgesamt hatten die Einnahmen aus der Mitgliedschaft und anderen Zuwendungen 66 Pfund betragen. Die sportliche Heimat des Vereins war zunächst in „Raikes Hall Gardens“ (auch „Royal Palace Gardens“ genannt) zu finden. Dort war man Teil eines größeren Unterhaltungskomplexes und so befand sich an dieser an einem See gelegenen Stelle beispielsweise noch ein Theater. Dieser lukrative Standortvorteil sorgte früh für einen Zuschauerschnitt um 2.000, durch den der Spielbetrieb in den frühen Jahren zu einem finanziellen Erfolg wurde.
Der Profit wurde in der folgenden Saison 1888/89 nahezu verdreifacht; der Verein schloss sich daraufhin als Gründungsmitglied der „Lancashire League“ an. Nach einem fünften Platz (bei insgesamt dreizehn Teilnehmern) in der Spielzeit 1889/90 gewann der Klub zwei Vizemeisterschaften in Serie – zunächst hinter dem FC Bury und danach nur aufgrund des schlechteren Toreschnitts hinter dem FC Liverpool. Die Meisterschaft konnte schließlich in der Saison 1893/94 gewonnen werden, der FC Blackpool war in 15 von 22 Spielen siegreich und konnte die Meisterschaft mit drei Punkten Vorsprung auf den Zweitplatzierten einfahren. Eine weitere Vizemeisterschaft folgte, aber anschließend fand sich der Verein nur noch in der Nähe des Tabellenendes wieder. Die Vereinsführung entschied daraufhin, dass die Zukunft über den regionalen Fußball hinaus gesucht werden sollte und so wandelte sich der Klub am 13. Mai 1896 zu einer Aktiengesellschaft und er beantragte zudem die Aufnahme in den Verband der Football League.

### Abstieg aus der Football League und Fusion mit dem FC South Shore (1896–1900)
Der Antrag zur Teilnahme Spielbetrieb der Football League war erfolgreich und so debütierte der FC Blackpool gemeinsam mit Gainsborough Trinity und dem FC Walsall in der aus 16 Teilnehmern bestehenden Second Division, nachdem Burslem Port Vale und Rotherham County gleichsam aus der Liga ausgeschieden waren. Am 5. September 1896 trat der FC Blackpool zu seinem ersten Spiel in der Football League bei Lincoln City an und musste dafür eine Entfernung von fast 250 Kilometer überwinden. Die Partie auf dem durch Dauerregen in Mitleidenschaft gezogenen Spielfeld verlor Blackpool mit 1:3 und die Zeitung „Athletic News“ bescheinigte der Mannschaft im Anschluss eine „Schwäche vor dem Tor plus einer ziemlich schlechten Defensive“. Im FA Cup war der Verein zunächst erfolgreicher und schlug die Burton Swifts in der ersten Runde, bevor man drei Wochen später an den Bolton Wanderers scheiterte.
Am Ende belegte der Klub in seiner ersten Saison den achten Tabellenplatz, der in den anschließenden vierzehn Jahren nicht mehr bestätigt werden konnte. Obwohl der Zuspruch der Zuschauer in Raikes Hall relativ hoch war, erwirtschaftete der Verein ein Minus und die anschließend sinkenden Zuschauereinnahmen sorgten dafür, dass sich der Verein schnell in eine prekäre finanzielle Lage manövrierte. Auch in sportlicher Hinsicht war die Mannschaft in einer krisenhaften Situation, belegte zum Abschluss der Saison 1897/98 nur den elften Platz und verpasste zudem die erste Hauptrunde des FA Cups.
Zur Saison 1898/99 wechselte der Verein seine Heimspielstätte, nachdem Raikes Hall für die Bebauung von Wohnkomplexen genutzt werden sollte. Die neue Heimat waren die Athletic Grounds im Stanley Park zu Blackpool und der Umzug konnte ohne große finanzielle Schwierigkeiten umgesetzt werden. In sportlicher Hinsicht verschlechterte sich die Lage jedoch weiter und der Klub belegte am Ende vor Loughborough Town und dem FC Darwen den drittletzten Platz. Sowohl der FC Darwen als auch der FC Blackpool mussten daraufhin die Second Division wieder verlassen.
In einer von den Anhängern kritisierten Entscheidung schloss sich im Jahre 1899 der Lokalrivale FC South Shore dem FC Blackpool an. South Shore hatte zuvor mit einigem Erfolg in der Lancashire League gespielt und sich vor allem mit einem FA-Cup-Erfolg gegen Notts County einen Namen gemacht, was bis dato als eine der größten Pokalüberraschungen galt.
Unmittelbar nach der am 12. Dezember 1899 besiegelten Fusion schlossen sich die meisten ehemaligen South-Shore-Aktiven dem FC Blackpool an, der selbst kurz nach Raikes Hall zurückkehrte und danach an die Bloomfield Road zog, wo noch der FC South Shore kurz zuvor seine neue sportliche Heimat besessen hatte.

### Zweiter Versuch und Entwicklung bis zum Ersten Weltkrieg (1900–1915)
Während der einjährigen Abwesenheit aus der Football League feierte der FC Blackpool mit dem Gewinn der „Lancashire Combination“ einen Achtungserfolg und wurde unmittelbar darauf am 25. Mai 1900 – gemeinsam mit Stockport County – wieder in die Second Division des Ligaverbands aufgenommen.
Die Vereinsführung setzte weitgehende Umstrukturierungen in der Mannschaft um. Dabei stießen einige prominente Spieler zum Team, darunter beispielsweise der Torhüter Joe Dorrington von den Blackburn Rovers und das eigene Nachwuchstalent Harold Hardman, der auf der linken Außenbahn im weiteren Verlauf seiner Karriere noch große Erfolge beim FC Everton feiern sollte und später Funktionär bei Manchester United und der FA war. Mit Jack Parkinson kehrte zudem der ehemalige Toptorschütze des Vereins aus der Zeit der ersten Second-Division-Saison nach einem nur einjährigen Aufenthalt beim Erstligisten FC Liverpool zurück. Die erste Saison 1900/01 nach der Rückkehr schloss der Klub auf dem zwölften Platz ab, dem Rang 13 in der Spielzeit 1901/02 folgte. Sportliche stagnierte der Verein zwar auch in den Jahren danach und schloss in der Tabelle bis 1908 stets zwischen Platz 13 und 15 ab, aber nachdem im Jahre 1903 Tom Barcroft Nachfolger von R. B. Middleton als Vereinssekretär wurde, legte dieser erfolgreich die Fundamente in geschäftlicher Hinsicht (Barcroft sollte schließlich über 30 Jahre für den FC Blackpool aktiv sein). Trotz des zunächst noch ausbleibenden Erfolgs stiegen die Zuschauerzahlen zwischen 1901 und 1905 signifikant an, wobei alleine im Oktober 1903 von 7.000 Zuschauern zur Partie gegen die Bolton Wanderers berichtet wurde – darunter befanden sich mutmaßlich 3.000 Gästeanhänger.
Die Finanzlage stellte sich in dieser Zeit aber weiterhin derart prekär dar, dass sich die Vereinsführung sogar während der FA-Cup-Teilnahme in der Saison 1905/06 zum Verkauf eines Heimrechts entschloss. Zuvor hatte der Verein nach zwei Wiederholungsspielen Crystal Palace besiegt und als nächsten Gegner den Erstligisten Sheffield United gezogen. Trotz großen Protestes im eigenen Anhang trat der Verein schließlich an der Bramall Lane an und gewann diese Partie am 3. Februar 1906 sogar mit 2:1. In der nächsten Runde scheiterte der Klub aber vor 35.000 Zuschauern deutlich mit 0:5 bei Newcastle United. Auch in der Folgesaison verkaufte die Vereinsführung mit dem FA-Cup-Erstrundenspiel gegen West Ham United ein Heimspiel und im gerade neu eröffneten Upton Park (Boleyn Ground) schied der FC Blackpool mit einer 1:2-Niederlage aus dem Wettbewerb aus.
In der Saison 1908/09 fand die sportliche Entwicklung in der Second Division einen erneuten Tiefpunkt, als der Verein das Tabellenschlusslicht stellte. Im Anschluss an diese Spielzeit, in der sogar der Toptorjäger Bob Whittingham noch an Bradford City verkauft worden war, verdankte der Verein sein Verbleiben in dem Football-League-Spielbetrieb lediglich einem erfolgreichen Antrag auf Wiederaufnahme. Mit dem aus Liverpool zurückgekehrten Jack Cox, der fortan als eine Art Spielertrainer fungierte, sollten sich die Geschicke der Mannschaft jedoch in der Folgezeit positiv entwickeln. Obwohl die finanzielle Lage weiter Heimrechtsverkäufe von FA-Cup-Spielen erforderten – in der Saison 1910/11 „überließ“ der Klub Manchester United das Heimspiel im Old Trafford und verlor dort mit 1:2 – war Platz 12 in der Second Division in der Spielzeit 1909/10 eine deutliche Steigerung zum Vorjahr. Mit dem siebten Rang in der Saison 1910/11 gelang schließlich die bis dahin beste Platzierung in der noch kurzen Vereinsgeschichte.
Dieses Zwischenhoch sorgte jedoch für keine Nachhaltigkeit und in den beiden anschließenden Jahren kehrte die Mannschaft ans Tabellenende zurück – dem vierzehnten Platz in der Saison 1911/12 folgte der 20. und letzte Rang in der Spielzeit 1912/13. Wieder musste man die erneute Mitgliedschaft für das Spielen in der Second Division beantragen und erneut wurde diesem Bitten stattgegeben. Auch in der Spielzeit 1913/14 stellte sich der Verlauf als enttäuschend dar. Dabei war neben dem erneut nur mäßigen 16. Platz in der Meisterschaft das Erstrundenaus im FA Cup gegen den FC Gillingham aus der Southern League eine Negativüberraschung. Eine der bemerkenswertesten Neuzugänge war jedoch Joe Lane vom FC Sunderland, der zuvor bereits in Ungarn bei Ferencváros Budapest gespielt hatte, und zu einem wichtigen Angriffsspieler in der Mannschaft werden sollte. Nach elf Toren in seiner ersten Saison steuerte er bereits 28 Treffer in der folgenden Spielzeit 1914/15 bei und half dem FC Blackpool zu einem Vorstoß auf Platz 10. Bevor sich das Team jedoch noch weiterentwickeln konnte, sorgte der Ausbruch des Ersten Weltkrieges für eine Unterbrechung des offiziellen Spielbetriebs bis zum Ende der Kampfhandlungen.

### Der lange Weg in die Erstklassigkeit (1915–1930)
Während des Krieges spielte der FC Blackpool mit häufig wechselnder Mannschaftszusammensetzung in diversen regionalen Ligen, die sich durch eher geringen sportlichen Wert auszeichneten. Dabei belegte das Team zunächst in einer „Lancashire Section“ einen dritten Platz, dem eine Vizemeisterschaft in der anschließenden Spielzeit folgte. In der letzten „Kriegsspielzeit“ 1918/19 gewann der Verein die Meisterschaft in der „Section A“ – dort spielten auch Lokalrivalen, wie beispielsweise der FC Burnley, Preston North End und die Blackburn Rovers –, trat dann als einer von vier „Section-Gewinnern“ im Halbfinale des „Lancashire Senior Cups“ gegen den FC Liverpool an und unterlag an der Bloomfield Road mit 0:1.
Als zur Saison 1919/20 die Football League ihren Spielbetrieb wieder aufnahm, startete der FC Blackpool mit Bill Norman – dem Vorbild einer immer größer werdenden Anzahl von Fußballvereinen folgend – erstmals mit einem auf Vollzeit beschäftigten Trainer in eine Spielzeit, nachdem der ehemals bei Huddersfield Town beschäftigte Norman zwölf Monate zuvor sein Amt angetreten hatte. Er verordnete der Mannschaft ein striktes Fitnessprogramm und sein Konzept mit einer strengen Trainingsroutine trug sofort Früchte, als ihm mit dem Team in der Second Division mit dem vierten Rang die höchste Platzierung in der Vereinsgeschichte gelang.
Obwohl der Verkauf von Joe Lane im März 1920 an Birmingham City für 3.600 Pfund bei der Anhängerschaft kurzfristig Zweifel an den neuen Zielsetzungen des Vereins aufkommen ließen, konnte sich der Verein zum einen dadurch finanziell etwas konsolidieren und bestätigte zudem in der Saison 1920/21 den vierten Platz des Vorjahres. Zuvor hatte die Mannschaft jedoch lange die Tabelle angeführt, so dass der vierte Platz – und der damit verpasste Aufstieg in die First Division – letztlich eine Enttäuschung darstellte. Tragischer Tiefpunkt dieser Saison war zudem der Tod des Abwehrspielers Horace Fairhurst gewesen, der am 27. Dezember 1920 während der Partie gegen den FC Barnsley eine schwere Kopfverletzung erlitten hatte und elf Tage später verstorben war.
In der Saison 1921/22 spielte der Verein gegen den Abstieg in die neu eingerichtete Third Division North und benötigte für den Klassenerhalt in den letzten beiden Spielen nicht weniger als zwei Siege. In beiden Partien musste die Mannschaft gegen den Aufstiegskandidaten West Ham United gewinnen und behielt mit einem 2:0-Sieg im Upton Park und einem 3:1 in der Bloomfield Road sieben Tage später die Oberhand – statt des FC Blackpool stiegen mit einem Punkt Abstand auf die Seasiders Bradford City und Bristol City ab. Auch in der Folgezeit konnte das Team nicht durch sportliche Höchstleistungen auf sich aufmerksam machen. Lediglich der von Nottingham Forest verpflichtete Harry Bedford wusste durch seine Torjägerqualitäten zu überzeugen und war – wie bereits Joe Lane in den Jahren zuvor – auch in den nächsten Jahren für den Großteil der Tore verantwortlich. Auch Bert Baverstock von den Bolton Wanderers stieß zur Mannschaft und wurde dort Kapitän, bevor eine Verletzung seine Karriere im Verein frühzeitig beenden sollte. Nennenswert war zudem der weitere Ausbau der Heimspielstätte an der Bloomfield Road, die mit der neuen Südtribüne nun eine Kapazität von 18.000 Plätzen aufwies.
Wie bereits zwei Jahre zuvor fand sich der Klub in der Saison 1922/23 erneut lange aussichtsreich im Kampf um den Aufstieg wieder, bevor drei Niederlagen in den letzten sechs Spielen noch den Fall auf den fünften Platz nach sich zogen – mit insgesamt 32 Toren war vor allem Harry Bedford maßgeblich an der Rückkehr in die obere Tabellenhälfte beteiligt. Nach dem Ende der Saison verließ Bill Norman den Verein gemeinsam mit seinem Kotrainer und Schwiegersohn Allan Ure in Richtung Leeds United – Letzterer kehrte viele Jahre später an die Bloomfield Road zurück. Mit Ausnahme der Verpflichtung des Arsenal-Spielers Henry White für 1.225 Pfund hatte die Ära unter Bill Norman stets unter den finanziellen Engpässen im Verein gelitten, die mögliche höhere Ziele erschwerten.
Mit „Major“ Frank Buckley wurde zur Spielzeit 1923/24 der ehemals bei Norwich City aktive Trainer als neuer sportlicher Leiter verpflichtet. Der Start in die Saison fiel zunächst schwer, aber nach den ersten sieben Spielen ohne Sieg brachte die Mannschaft Konstanz in ihre Leistungen und mit erneut 32 Toren von Harry Badford belegte das Team am Ende den vierten Tabellenrang. Während dieser Zeit wurde beim FC Blackpool auch die Tradition der orangefarbenen Trikots geboren. Nachdem Albert Hargreaves ein Länderspiel zwischen den Niederlanden und Belgien als Schiedsrichter geleitet hatte, war er derart von den Farben der Niederländer beeindruckt, dass er diese dem FC Blackpool für die kommende Saison vortrug. Zunächst kombinierte man die orangefarbenen Trikots mit schwarzen Hosen und einem schwarzen Kragen, wobei man nach einem FA-Cup-Spiel gegen die Blackburn Rovers am 7. März 1925 die schwarze Farbe wieder ablegte – der Legende nach hatten die eigenen Spieler ihre Mannschaftskameraden während dieses trüben Tages „nicht sehen können“.
Sportlich konnte der FC Blackpool bis zum Ende der 1920er-Jahre nicht weiter auf sich aufmerksam machen, bevor dann in der Saison 1929/30 die Zweitligameisterschaft unter Trainer Harry Evans – bis heute der einzige Meistertitel des FC Blackpool in der Football League – gelang. Damit wurde auch der erstmalige Aufstieg in die höchste englische Spielklasse bewerkstelligt.

### „Auf und ab“ in den 1930er-Jahren (1930–1939)
In den ersten beiden Spielzeiten des neuen Jahrzehnts gelang dem FC Blackpool jeweils über die 20. Tabellenposition noch jeweils knapp der Klassenerhalt, aber der letzte Platz in der Saison 1932/33 bedeutete den Abstieg in die Zweitklassigkeit. Zwei Tage vor der erneuten Rückstufung in die Second Division hatte sich ein nahezu komplett neues Präsidium gebildet. Neuer Trainer zur Zweitligasaison 1933/34 wurde der Schotte Sandy MacFarlane und zahlreiche Neuverpflichtungen sollten nach dem Weggang von Major Frank Buckley den Weg zurück in die First Division ebnen – darunter befanden sich Bert Thomson von den Glasgow Rangers, der spätere nordirische Nationalspieler Peter Doherty, sowie der Torhüter Jock Wallace sr. (Vater des gleichnamigen späteren Rangers-Trainers zwischen 1983 und 1986).
Der als Mitfavorit auf den Aufstieg gehandelte Verein konnte jedoch die hohen Erwartungen nicht erfüllen und belegte in der Abschlusstabelle der Saison 1933/34 mit Rang 11 nur einen Mittelfeldplatz. In der anschließenden Spielzeit konnte man sich zwar auf den vierten Rang verbessern, die angestrebte Rückkehr in die Erstklassigkeit misslang aber ein weiteres Mal. Für die wenigen sportlichen Höhepunkte zeichnete sich der junge Peter Doherty zuständig, der sich als Stürmer zum besten Vereinsspieler in dieser Zeit entwickelte. Neuer Trainer zur Saison 1935/36 wurde der ehemalige Spieler Joe Smith, der zwar mit dem zehnten Platz ebenfalls nicht für den ersehnten Wiederaufstieg sorgen konnte, dafür aber mit Bobby Finan ein junges Talent entdeckte. Finan sollte sich zum neuen Toptorjäger der Mannschaft entwickeln, der alleine in seiner ersten Saison 34 Treffer beisteuerte. Peter Doherty konnte jedoch nicht mehr bei dem Zweitligisten gehalten werden, zumal das Angebot von Manchester City in Höhe von 10.000 Pfund außergewöhnlich hoch war.
Mit den Neuverpflichtungen George Farrow (von Bournemouth and Boscombe Athletic), Frank Hill (vom FC Arsenal) und Danny Blair (von Aston Villa) wurde in der Spielzeit 1936/37 ein erneuter Anlauf im Aufstiegsrennen gestartet. Dieser gestaltete sich schließlich erfolgreich und mit dem Gewinn der Zweitligavizemeisterschaft kehrte der FC Blackpool nach vier Jahren wieder in die First Division zurück. Im Gegensatz zu der vorherigen Erstligazugehörigkeit gelang nun in den folgenden beiden Spielzeiten der Klassenerhalt mit einem zwölften und 15. Tabellenrang vergleichsweise sicher.
Zu Beginn der Saison 1939/40 führte das Team mit drei Siegen in drei Spielen die Tabelle sogar kurzzeitig an, bevor dann der Ausbruch des Zweiten Weltkrieges dafür sorgte, dass der offizielle Spielbetrieb bis zum Ende der Kampfhandlungen unterbrochen wurde.

### Matthews und Mortensen: Die Goldene Ära (1946–1961)
Der englische Fußballbetrieb wurde 1946 fortgesetzt und der FC Blackpool sollte rasch die Aufmerksamkeit auf sich lenken. Der nun einsetzende Aufschwung konnte mit zwei Namen in Verbindung gebracht werden, die bis heute zu den besten Fußballspielern Englands gezählt werden: Stanley Matthews und Stan Mortensen. Erstmals führten die beiden Stürmer den Verein im Jahre 1948 in ein FA-Cup-Endspiel, das gegen Manchester United nach einer 2:1-Halbzeitführung noch mit 2:4 verloren ging. Auch drei Jahre später unterlagen die „Tangerines“ im Pokalfinale – nun gegen Newcastle United.
Der dritte Anlauf im Jahre 1953 brachte schließlich den ersehnten Erfolg und damit den ersten bedeutenden nationalen Titel für den FC Blackpool. Dabei lag der Klub auch in dem Endspiel gegen die Bolton Wanderers im Wembley-Stadion bereits mit 1:3 zurück und nur noch 20 Minuten verblieben als Restspielzeit. Eine Minute vor Ende der regulären Spielzeit gelang Mortensen mit seinem dritten Treffer im Spiel der Ausgleich und in der Nachspielzeit erzielte Bill Perry den entscheidenden 4:3-Siegtreffer. Obwohl Matthews selbst ohne Tor blieb, wurde seine Leistung als maßgeblich für den Sieg angesehen und die Partie ging als „Matthews-Finale“ in die Geschichte des englischen Fußballs ein. In der anschließenden Charity-Shield-Partie gegen den amtierenden Meister FC Arsenal verlor der frischgebackene Pokalsieger im Oktober 1953 mit 1:3.
Im Jahre 1956 gewann der FC Blackpool die englische Vizemeisterschaft und belegte mit Rang 2 die beste Platzierung in der Vereinsgeschichte. Dabei verdrängte der Klub die punktgleichen Wolverhampton Wanderers aufgrund des besseren Torschnitt auf den dritten Platz und musste sich nur dem um elf Punkte besseren Manchester United geschlagen geben. In dieser äußerst erfolgreichen Zeit fanden häufig durchschnittlich mehr als 30.000 Zuschauer den Weg ins Stadion der Seasiders. Zudem bestritt die Mannschaft internationale Tourneen, darunter eine in der australasischen Region.

### Die Zeit nach Matthews (1961–1971)
Nach dem Rückzug von Mortensen und Matthews war die Zeit als englischer Spitzenverein vorbei. Obwohl der Verein mit der Verpflichtung von Cheung Chi Doy im Jahre 1959 aus Hongkong Schlagzeilen dadurch machte, dass erstmals ein chinesischer Akteur in der englischen Profiliga zum Einsatz kam, ging die Formkurve der Mannschaft, abgesehen von dem Halbfinaleinzug 1962 im Ligapokal, deutlich nach unten. Im Anschluss an die Saison 1966/67 musste der Verein schließlich nach drei Jahrzehnten in der englischen Eliteklasse den Weg in die zweitklassige Second Division antreten. Dabei hatte der Klub im vorangegangenen Jahr 1966 noch mit Jimmy Armfield und Alan Ball zwei Weltmeister in den eigenen Reihen gehabt, von denen Armfield nun sogar den Weg mit in die zweite Liga antrat. In der Spielzeit 1966/67 stellte der Klub sogar einen Negativrekord bei den Heimspielen auf und die Bilanz von nur einem Sieg und fünf Remis wurde in der obersten englischen Spielklasse erst 39 Jahre später vom FC Sunderland unterboten.
In der anschließenden Spielzeit 1968/69 verpasste der Klub mit dem dritten Platz die Rückkehr in die First Division nur aufgrund des schlechteren Torquotienten gegenüber den Queens Park Rangers. Zwei Jahre später konnte die verpasste Gelegenheit dann durch den Gewinn der Zweitligavizemeisterschaft hinter Huddersfield Town zwar nachgeholt werden, aber auf direktem Wege folgte nach der Saison 1970/71 als Tabellenletzter die erneute Rückstufung. Diese Spielzeit, in der die Tangerines zudem den Anglo-Italian Cup gewannen, blieb 39 Jahre die letzte Erstligasaison in der Geschichte des Vereins.

### Der sportliche Niedergang (1971–1983)
Sieben weitere Jahre später rutschte der Klub sogar erstmals in die dritte Liga ab, wobei der Klassenerhalt um nur einen Punkt gegenüber Cardiff City verpasst wurde. In der Spielzeit zuvor hatte der Klub noch den fünften Abschlusstabellenplatz belegt und hätte bei einer um nur zwei Zähler größeren Punkteausbeute Nottingham Forest vom Aufstiegsplatz verdrängt. Ähnlich knapp hatte die Mannschaft davor im Jahre 1974 den Aufstieg in die First Division verpasst - ein Sieg statt der 1:2-Niederlage gegen den FC Sunderland am letzten Spieltag hätte bedeutet, dass der Blackpool anstelle von Carlisle United aufgestiegen wäre.
Der Aufenthalt in der dritten und vierten Liga nach dem Abstieg im Jahre 1978 sollte schließlich 29 Jahre lang andauern. Der erste Abstieg in die viertklassige Fourth Division unter Alan Ball als Trainer markierte dabei 1981 einen weiteren vorläufigen Tiefpunkt, da der Klub somit erstmals in der niedrigsten Spielklasse der Football League angekommen war. Zum Ende der Saison 1982/83 belegte der Klub dort den viertletzten Platz und musste um den Verbleib zum Profiligaverband der Football League bangen. Wie auch bei den noch weiter darunter platzierten Klubs wurde dem Antrag auf Wiederaufnahme in den Verbund stattgegeben.
Neben den Problemen auf dem Spielfeld, hatte der Klub auch abseits davon mit dem zunehmenden Hooliganismus im Umfeld des Klubs zu kämpfen - die Bande mit dem Namen „Bennys Mob“ trieb dabei zumeist ihr Unwesen.

### Wechselhafte Zeiten (1983–1994)
Der erste Lichtblick nach einer längeren sportlicher Dürrephase fand 1985 mit dem Gewinn der Viertligavizemeisterschaft statt, wodurch der FC Blackpool in die Third Division zurückkehrte. Fünf Jahre später folgte jedoch der erneute Abstieg in die vierte Liga.
Während der Saison 1990/91 erlebten die Tangerines mit dem Auftritt von Tottenham Hotspur an der Bloomfield Road in einer Drittrundenpartie des FA Cups wieder ein sportliches Highlight, da der von Terry Venables trainierte Gegner hochkarätig mit den englischen Nationalspielern Gary Mabbutt, Gary Lineker und Paul Gascoigne besetzt war. Das entscheidende Tor zum 1:0-Sieg für die Mannschaft aus London erzielte letztlich mit Paul Stewart ausgerechnet ein Spieler, der seine Karriere beim FC Blackpool begonnen hatte. Am Ende der Spielzeit belegten die „Seasiders“ in der Meisterschaft den fünften Platz, der zur Teilnahme an den Play-off-Spielen berechtigte. Nachdem dort im Halbfinale Scunthorpe United ausgeschaltet werden konnte, traf das Team von Billy Ayre, der erst sechs Monate zuvor das Traineramt von Graham Carr übernommen hatte, am 31. Mai 1991 im Wembley-Stadion auf Torquay United. In einer spannenden Entscheidung unterlag der FC Blackpool nach Elfmeterschießen mit 4:5. Knapp ein Jahr später stand das Team am 23. Mai 1992 an gleicher Stelle erneut im Play-off-Finale und erneut musste ein Elfmeterschießen für die Entscheidung sorgen, die aber nun mit 4:3 zugunsten des FC Blackpool gegen Scunthorpe United ausfiel.
Nach der Gründung der Premier League als neue oberste englische Spielklasse war der FC Blackpool im August 1992 damit eines der Gründungsmitglieder der nun „Second Division“ genannten dritthöchsten Spielklasse. Zwei Jahre lang konnte der Klub den Abstieg dort nur knapp vermeiden, bevor sich dann der Vereinsvorsitzende Owen Oyston für eine Richtungsänderung entschied, der Trainer Ayre zum Opfer fiel und die Sam Allardyce im Juli 1994 zu dessen Nachfolger machte.

### Turbulenzen in der Vereinsführung (1994–2000)
In seinem zweiten Jahr im Amt führte Allardyce das Team in der Saison 1995/96 auf einen dritten Platz, wurde dann aber nach der Play-off-Halbfinalniederlage gegen den späteren Sieger Bradford City entlassen. Ein Wechsel fand schließlich auch in der Vereinsführung statt, nachdem Oyston am 22. Mai 1996 der Vergewaltigung eines 16 Jahre alten Mädchens schuldig gesprochen worden war. Seine Frau Vicki übernahm schließlich den Vorsitz bis 1999, bevor dann Sohn Karl dauerhaft die Geschäfte führte - auch nachdem Vater Owen im Jahr 2000 aus seiner ursprünglich sechsjährige Strafe vorzeitig entlassen wurde.
Gary Megson folgte Allardyce im Traineramt nach und während seiner kurzen Zeit dort traf das Team am 18. September 1996 in der zweiten Runde des Ligapokals mit dem von Ruud Gullit betreuten FC Chelsea wieder auf einen Spitzenverein. Das Hinspiel an der Bloomfield Road ging mit 1:4 verloren, aber mit einem 3:1-Sieg im Rückspiel an der Stamford Bridge konnte das Team trotz des Ausscheidens wieder mit einem Sieg bei einem Erstligisten auf sich aufmerksam machen.
Megson verließ 1997 den Verein in Richtung Stockport County und Nigel Worthington wurde vor Beginn der Saison 1997/98 als neuer Trainer des FC Blackpool engagiert. Der sportliche Trend zeigte unter Worthington wieder in die Abstiegszone und nach über zwei Jahren endete die Amtszeit von Worthington am 23. Dezember 1999.

### Die Wiederbelebung (seit 2000)
Zum Jahreswechsel nahm der ehemalige englische Nationalspieler Steve McMahon auf dem frei gewordenen Trainerstuhl des FC Blackpool Platz. Bereits in seiner ersten vollständigen Saison 2000/01 führte McMahon sein neues Team nach vorherigem Abstieg über die Ausscheidungsspiele nach einem 4:2-Finalsieg gegen Leyton Orient im Cardiffer Millennium Stadium zum Wiederaufstieg. Bis zum Rücktritt McMahons im Jahr 2004 spielte die Mannschaft beständig in der dritten Liga und gewann in den Jahren 2002 und 2004 sogar zweimalig die LDV Vans Trophy (statistisch gesehen war der FC Blackpool mit drei Siegen aus drei Spielen im Millennium Stadium sogar der erfolgreichste Verein zwischen 2001 und 2006 - in Bezug auf die prozentuale und danach nominale Ausbeute).
Mit Colin Hendry wurde ein ehemaliger schottischer Nationalmannschaftskapitän neuer Trainer des FC Blackpool, der aber nur knapp über ein Jahr im Amt bleiben sollte, bevor er durch Simon Grayson ersetzt wurde. Grayson hatte bereits zuvor nach dem Weggang von McMahon mit dem Mannschaftskollegen Michael Flynn kurzzeitig die Trainingsleitung übernommen und gemeinsam mit den erfahrenen Assistenten Tony Parkes und Asa Hartford führte der Trainerneuling seine Mannschaft auf den 19. Platz, der gleichbedeutend mit dem Klassenerhalt war. Im Dezember 2005 verkündete die Oyston-Familie, also die Eigentümer des Vereins, dass drei Angebote zur Vereinsübernahme bestanden. Konkretisiert wurde dies im Mai 2006, als der lettische Geschäftsmann Valeri Belokon eine erhebliche Investmentsumme in Aussicht stellte und dabei die Übernahme des Vorsitzes von Karl Oyston in Erwägung zog. Am 19. Mai 2006 verkündete Belokon, dass er einer Zahlung von fünf Millionen Pfund - verteilt über mehrere Jahre - zugestimmt hatte.
Belokon sicherte sich einen Aktienanteil in Höhe von 20 % mit einer zusätzlich Option auf eine Verdopplung zu einem späteren Zeitpunkt und wurde neuer Vereinspräsident. Gemeinsam mit seinem Assistenten Normund Malnacs sicherte er sich zudem einen Sitz im Vorstand und verstärkte den Mannschaftskader durch Neueinkäufe. Nach siebzehn Jahren erreichte der Klub erstmals die vierte Runde des FA Cups und unterlag dort nach einem Wiederholungsspiel mit 2:3 gegen Norwich City an der Carrow Road. In der Liga verpasste der FC Blackpool den direkten Aufstieg in die zweitklassige Football League Championship trotz eines 6:3-Auswärtssiegs gegen Swansea City gegenüber Bristol City zunächst noch knapp, aber nach Play-off-Siegen gegen Oldham Athletic und Yeovil Town - im zuletzt genannten Spiel absolvierte der Klub nach 15 Jahren wieder ein Spiel im Wembley-Stadion und gewann dieses mit 2:0 - war die lange erwartete Rückkehr in die Zweitklassigkeit perfekt. Zum Ende der Saison hatte die Mannschaft zudem mit zehn Siegen in Serie einen neuen Vereinsrekord aufgestellt.
Belokon, der bei seiner Präsidentenernennung das Ziel verkündet hatte, mit dem FC Blackpool in die Premier League aufsteigen zu wollen, erwarb zu diesem Zweck in Riga einen Fußballverein, vornehmlich, um dort Spieler für den FC Blackpool in einem „Farmteam“ auszubilden.
In der Saison 2007/08 hatte sich der Verein jedoch vielmehr im Abstiegskampf zu behaupten. Durch ein 1:1-Remis gegen den FC Watford gelang letztlich am letzten Spieltag der Klassenerhalt mit einem 2-Punkte-Abstand auf die Abstiegsränge.
In der Saison 2009/10 belegte Blackpool Platz 6 in der Football League Championship. Damit erreichte der Verein nach Siegen (2:1, 4:3) gegen Nottingham Forest überraschend das Playoff-Finale um den letzten Aufstiegsplatz in die Premier League. Dieses fand am 22. Mai gegen Cardiff City statt, das sich mit (1:0, 2:3 (4:3 nach Penaltyschießen)) gegen Leicester City durchgesetzt hatte. Nach zweimaligem Rückstand konnte der FC Blackpool das Spiel mit 3:2 gewinnen und stieg somit erstmals in die Premier League auf.
Die Premier League Saison 2010/11 blieb zunächst die einzige für den FC Blackpool: Sie wurde auf Platz 19 beendet, der Club stieg wieder in die zweite Liga Football League Championship ab.
Die Football League Championship 2011/12 wurde auf Platz 5 beendet, die Saison 2012/13 nur noch auf Platz 15. 2014/2015 stand der FC Blackpool bereits sechs Spieltage vor Ende der Saison als erster Absteiger aus der 2. Liga fest. In der darauf folgenden Saison 2015/16 konnte auch der Abstieg aus der League One, der dritthöchsten Liga, nicht verhindert werden und man musste den Gang in die League Two antreten.
In der EFL League Two 2016/17 erreichte man als Siebtplatzierter gerade noch die Playoffs. Dort konnte man sich im Halbfinale gegen Luton Town mit einem 3:2-Heimsieg und einem 3:3-Unentschieden durchsetzen und erreichte das Finale. Mit einem 2:1-Sieg gegen Exeter City wurde der direkte Wiederaufstieg geschafft.
Nach drei Spielzeiten in der League One gelang Blackpool in der Saison 2020/21 die Rückkehr in die zweithöchste englische Spielklasse. Die Saison 2022/23 beendete das Team jedoch als Tabellenletzter und stieg damit wieder ab.

## Kader der Saison 2023/24
Stand: 13. Januar 2024
| Nr. |            | Position | Name                    |
| --- | ---------- | -------- | ----------------------- |
| 1   | England    | TW       | Richard O’Donnell       |
| 2   | England    | MF       | Callum Connolly         |
| 3   | England    | AB       | James Husband           |
| 4   | England    | AB       | Jordan Lawrence-Gabriel |
| 5   | England    | AB       | Matthew Pennington      |
| 6   | Grenada    | MF       | Oliver Norburn          |
| 7   | England    | MF       | Owen Dale               |
| 8   | England    | MF       | Albie Morgan            |
| 9   | Schottland | ST       | Kyle Joseph             |
| 10  | England    | MF       | Sonny Carey             |
| 11  | England    | ST       | Karamoko Dembélé        |
| 12  | Australien | MF       | Kenny Dougall           |
| 13  | England    | TW       | Mackenzie Chapman       |

| Nr. |            | Position | Name                 |
| --- | ---------- | -------- | -------------------- |
| 16  | Schottland | ST       | Jordan Rhodes        |
| 17  | England    | MF       | Matty Virtue         |
| 18  | England    | ST       | Jake Beesley         |
| 19  | Nordirland | ST       | Shayne Lavery        |
| 20  | England    | AB       | Oliver Casey         |
| 21  | England    | AB       | Marvin Ekpiteta      |
| 22  | Irland     | MF       | CJ Hamilton          |
| 23  | England    | AB       | Dominic Thompson     |
| 24  | Irland     | AB       | Andy Lyons           |
| 27  | England    | ST       | Kylian Kouassi       |
| 30  | England    | MF       | Tashan Oakley-Boothe |
| 32  | England    | TW       | Daniel Grimshaw      |
| 33  | England    | AB       | Doug Tharme          |

## Erfolge
- Englische Fußballmeisterschaft
  - Vize-Meister: 1956
  - Dritter: 1951
- Englischer Fußballpokal
  - Sieger: 1953
  - Finalist: 1948, 1951
- Englisch-italienischer Pokal (Anglo-Italian Cup)
  - Sieger: 1971
  - Finalist: 1972
- Football League Trophy
  - Sieger: 2002, 2004
- Lancashire Cup
  - Sieger: 1936, 1937, 1954, 1994, 1995, 1996

## Bedeutende Spieler: Blackpool Football Club Hall of Fame
Die „Blackpool Football Club Hall of Fame“ wurde am 22. August 2006 mit der Enthüllung einer Ehrentafel für Jimmy Armfield ins Leben gerufen. Es folgte eine von der Anhängervereinigung „Blackpool Supporters Association“ organisierte Wahl der besten Spieler in der Vereinsgeschichte, von jeweils fünf Spieler einer bestimmten Periode in die „Ruhmeshalle“ aufgenommen wurden.
Vor 1950:
- Jack Parkinson
- Harry Bedford
- Jimmy Hampson
- Jock Dodds
- Georgie Mee

1950er-Jahre:
- Stan Mortensen
- Stanley Matthews
- Bill Perry
- Harry Johnston
- Allan Brown

1960er-Jahre:
- Jimmy Armfield
- Alan Ball
- Tony Green
- Ray Charnley
- Glyn James

1970er-Jahre:
- Alan Suddick
- Mickey Walsh
- Tommy Hutchison
- John Burridge
- Mickey Burns

1980er-Jahre:
- Paul Stewart
- Alan Wright
- Eamon O’Keefe
- Andy Garner
- Mike Davies

1990er-Jahre:
- Trevor Sinclair
- Dave Bamber
- Tony Ellis
- Andy Morrison
- Phil Clarkson

## Trainerchronik
| Name                  | Nation    | Von                | Bis               |
| --------------------- | --------- | ------------------ | ----------------- |
| Tom Barcroft          | Engländer | 1903               | 1909              |
| Jack Cox              | Engländer | 1909               | 1911              |
| Jimmy McMullan        | Schotte   | Juni 1934          | Oktober 1935      |
| Bill Norman           | Engländer | 1. August 1919     | 31. Mai 1923      |
| „Major“ Frank Buckley | Engländer | 1. Juli 1923       | 31. Mai 1927      |
| Sydney Beaumont       | Engländer | 1. August 1927     | 31. Mai 1928      |
| Harry Evans           | Engländer | 1. August 1928     | 31. Mai 1933      |
| Sandy MacFarlane      | Schotte   | 1. Juli 1933       | 31. Juli 1935     |
| Joe Smith             | Engländer | 1. August 1935     | 30. April 1958    |
| Ron Suart             | Engländer | 1. Mai 1958        | 1. Februar 1967   |
| Stan Mortensen        | Engländer | 1. Februar 1967    | 30. April 1969    |
| Les Shannon           | Engländer | 1. Mai 1969        | 26. Oktober 1970  |
| Jimmy Meadows         | Engländer | 26. Oktober 1970   | 20. Dezember 1970 |
| Bob Stokoe            | Engländer | 20. Dezember 1970  | 23. November 1972 |
| Harry Potts           | Engländer | 1. Januar 1972     | 5. Mai 1976       |
| Allan Brown           | Schotte   | 5. Mai 1976        | 6. Februar 1978   |
| Jimmy Meadows         | Engländer | 7. März 1978       | 20. Mai 1978      |
| Bob Stokoe            | Engländer | 20. Mai 1978       | 17. August 1979   |
| Stan Ternent          | Engländer | 19. September 1979 | 1. Februar 1980   |
| Alan Ball             | Engländer | Februar 1980       | 28. Februar 1981  |
| Allan Brown           | Schotte   | 1. März 1981       | 31. Mai 1982      |
| Sam Ellis             | Engländer | 1. Juni 1982       | 30. April 1989    |
| Jimmy Mullen          | Engländer | 20. Mai 1989       | 30. April 1990    |
| Tom White             | Schotte   | 30. April 1990     | 11. Juni 1990     |
| Graham Carr           | Engländer | 11. Juni 1990      | 30. November 1990 |

| Name              | Nation    | Von               | Bis               |
| ----------------- | --------- | ----------------- | ----------------- |
| Billy Ayre        | Engländer | 30. November 1990 | 10. Juni 1994     |
| Sam Allardyce     | Engländer | 19. Juli 1994     | 29. Mai 1996      |
| Gary Megson       | Engländer | 5. Juli 1996      | 1. Juli 1997      |
| Nigel Worthington | Nordire   | 8. Juli 1997      | 23. Dezember 1999 |
| Steve McMahon     | Engländer | 7. Januar 2000    | 6. Juni 2004      |
| Colin Hendry      | Schotte   | 7. Juni 2004      | 10. November 2005 |
| Simon Grayson     | Engländer | 11. November 2005 | 23. Dezember 2008 |
| Tony Parkes       | Engländer | 24. Dezember 2008 | 18. Mai 2009      |
| Ian Holloway      | Engländer | 21. Mai 2009      | 3. November 2012  |
| Michael Appleton  | Engländer | 7. November 2012  | 11. Januar 2013   |
| Paul Ince         | Engländer | 18. Februar 2013  | 21. Januar 2014   |
| Barry Ferguson    | Schotte   | 21. Januar 2014   | 3. Mai 2014       |
| José Riga         | Belgier   | 11. Juni 2014     | 27. Oktober 2014  |
| Lee Clark         | Engländer | 30. Oktober 2014  | 9. Mai 2015       |
| Neil McDonald     | Engländer | 2. Juni 2015      | 18. Mai 2016      |
| Gary Bowyer       | Engländer | 1. Juni 2016      | 6. August 2018    |
| Terry McPhillips  | Engländer | 6. August 2018    | 5. Juli 2019      |
| Simon Grayson     | Engländer | 6. Juli 2019      | 12. Februar 2020  |
| Neil Critchley    | Engländer | 2. März 2020      | 2. Juni 2022      |
| Michael Appleton  | Engländer | 17. Juni 2022     | 18. Januar 2023   |
| Mick McCarthy     | Ire       | 19. Januar 2023   | 8. April 2023     |
| Stephen Dobbie    | Schotte   | 8. April 2023     | 23. Mai 2023      |
| Neil Critchley    | Engländer | 23. Mai 2023      | 21. August 2024   |
| Steve Bruce       | Engländer | 3. September 2024 |                   |

## Ligazugehörigkeit
- 1889–1896: Lancashire League
- 1896–1899: Football League Second Division
- 1899–1900: Lancashire League
- 1900–1930: Football League Second Division
- 1930–1933: Football League First Division
- 1933–1937: Football League Second Division
- 1937–1967: Football League First Division
- 1967–1970: Football League Second Division
- 1970–1971: Football League First Division
- 1971–1978: Football League Second Division
- 1978–1981: Football League Third Division
- 1981–1985: Football League Fourth Division
- 1985–1990: Football League Third Division
- 1990–1992: Football League Fourth Division
- 1992–2000: Football League Second Division
- 2000–2001: Football League Third Division
- 2001–2004: Football League Second Division
- 2004–2007: EFL League One
- 2007–2010: Football League Championship
- 2010–2011: Premier League
- 2011–2015: Football League Championship
- 2015–2016: EFL League One
- 2016–2017: Football League Two
- 2017–2021: EFL League One
- 2021–2023: EFL Championship
- seit 2023: EFL League One